# John McAreavey
John McAreavey (Banbridge, Condado de Down, 2 de fevereiro de 1949) é um clérigo irlandês e bispo católico romano emérito de Dromore.

## Biografia
Após deixar a escola, McAreavey estudou teologia católica e línguas modernas no St Patrick's College em Maynooth, onde obteve um diploma de bacharel em 1969 e 1972, respectivamente. Em 10 de junho de 1973, o bispo Eugene O'Doherty o ordenou sacerdote. Como estudante de pós-graduação, estudou direito canônico na Pontifícia Universidade Gregoriana de 1974 a 1978, onde obteve seu doutorado em 1978. Depois de voltar de Roma, lecionou no St. Colman's College. Em 1988, McAreavey foi nomeado Professor de Direito Canônico no St Patrick's College, em Maynooth. Nos anos seguintes, ele escreveu várias obras teológicas, incluindo o livro de direito canônico de 1997, The Canon Law of Marriage and the Family.[carece de fontes?]
O Papa João Paulo II nomeou McAreavey Bispo de Dromore em 4 de junho de 1999. O arcebispo de Armagh, Seán Baptist Brady, concedeu sua consagração episcopal em 19 de setembro do mesmo ano, na Catedral de Newry; os principais co-consagradores foram o Bispo de Cloyne, John Magee SPS, e seu antecessor Francis Brooks.
Ele foi um dos primeiros bispos a desenvolver o diaconato permanente em sua diocese e em junho de 2014 ordenou os dois primeiros diáconos.
Em 1º de março de 2018, sob pressão de muitos crentes, McAreavey se ofereceu para renunciar imediatamente ao cargo de bispo. Ele foi criticado por celebrar a missa fúnebre em 2002 para um padre de Newry e diretor de escola que era suspeito de pedofilia desde 1994, Malachy Finnegan, e contra quem várias vítimas tinham alegações de abuso sexual. Embora McAreavey não tenha sido ele próprio acusado de má conduta sexual, negou ter conhecimento da pedofilia de  Finnegan, apesar de os meios de comunicação social terem revelado o contrário. O agressor nunca foi condenado em vida. Em 26 de março de 2018, o Vaticano anunciou que o Papa Francisco havia aceitado a renúncia do bispo da Irlanda do Norte.
Dentro da Conferência Episcopal Irlandesa, Dom McAreavey é membro da Comissão Episcopal para Questões Sociais e Assuntos Internacionais, presidente do Conselho de Justiça e Paz, membro do Conselho para o Ecumenismo, membro do Conselho Conjunto para Religiosos da CEI e da CORI. Também representa a Conferência Episcopal no Conselho Episcopal da Comissão Internacional sobre Inglês na Liturgia (ICEL).